# Copa da Inglaterra
A FA Cup, mais conhecida em países lusófonos como Taça de Inglaterra ou Copa da Inglaterra, também chamada de Emirates FA Cup por motivos de patrocínio, é a mais antiga competição de futebol do mundo, organizada pela The Football Association (The FA), órgão máximo que controla o esporte na Inglaterra.
Disputada em formato de eliminatórias pelos clubes de futebol da Inglaterra, a FA Cup é a segunda mais importante competição do desporto no país, logo após a Premier League. Ditou o modelo de competição em mata-mata, seguido atualmente pela Copa do Brasil, Copa da Itália, Copa da Alemanha, Copa da França, Taça de Portugal, Copa do Rei da Espanha, U.S. Open Cup, entre outras.
A primeira edição da FA Cup ocorreu em 1871 e 1872 e teve o Wanderers como campeão. Todos os clubes competidores da Premier League (a primeira divisão do futebol inglês), da Football League e da National League System são autorizados a participar da Copa de Inglaterra, sendo esta uma competição que coloca as menores equipas em evidência. Contudo, o sistema de qualificação em uso nesta competição dificulta a possibilidade de uma equipa grande encontrar-se com uma das menores.
O Crystal Palace é o atual campeão da Copa da Inglaterra, após derrotar o Manchester City por 1 a 0 na final. O Arsenal é o maior vencedor da competição, com 14 títulos conquistados, sendo o último conquistado na temporada 2019–20.
Começando com a competição de 2024–25, as repetições foram abolidas a partir da primeira rodada, numa tentativa de reduzir a congestão de partidas. A decisão de abolir as repetições foi tomada através de uma consulta apenas entre a Associação de Futebol e a Premier League.

## História
Esta competição começou na temporada 1871–72. Por isso, sua reputação como competição de Copa Nacional se estende pelo mundo. Por envolver clubes de todos os níveis, é o cenário ideal para "matadores de gigantes", onde equipas das divisões menores podem eliminar as principais equipas do torneio.
Um recorde de 761 equipas foi aceito na temporada 2008–09. Número muito superior aos 92 da Copa da Liga Inglesa, uma competição de mata-mata de menor prestígio na Inglaterra que envolve as 72 equipas membros da Football League (sua organizadora) mais as 20 da Premier League.
O nome "FA Cup" geralmente refere-se ao torneio masculino. A competição equivale para equipas femininas é a FA Women's Cup.

## Qualificação para competições da UEFA
O vencedor da Copa da Inglaterra garante vaga para próxima edição da Liga Europa da UEFA (antiga Copa da UEFA), organizada pela UEFA, na fase de grupos. Até 1998, garantia vaga para a Recopa Europeia, que desde então desapareceu. Esta classificação é válida mesmo que a equipa não dispute a primeira divisão inglesa. No passado, se a equipa vencedora da Copa da Inglaterra também se classificasse para a seguinte temporada da Liga dos Campeões da UEFA, a vaga seria dada ao vice-campeão do torneio, que deve, neste caso, passar pela fase preliminar da competição europeia. A partir da temporada 2015–16, a UEFA decidiu que nestas situações a vaga será atribuída ao sexto colocado do campeonato nacional, equipe que não se classificou para a Liga Europa.
O vencedor da Copa da Inglaterra também disputa a Supercopa da Inglaterra, o tradicional jogo de abertura da temporada contra o campeão da Premier League (ou o vice-campeão, se a mesma equipa ganhar os dois torneios).

## Sedes
Geralmente as partidas da Copa da Inglaterra são disputadas no campo de uma das equipas em jogo. A equipe que detém o mando de campo é decidida juntamente com as partidas, sendo a primeira equipa sorteada para cada encontro. Ocasionalmente, os jogos são transferidos para outro campo devido à indisponibilidade ou capacidade insatisfatória do campo oficial; ou ainda, por questões de segurança. No caso de empate entre as equipas, o replay ocorre no campo da equipa que jogou fora de casa na partida anterior, persistindo o empate, ocorre uma prorrogação de dois tempos de 15 minutos, se ainda assim houve empate, haverá disputa por pênaltis. Antigamente, ocorria sucessivos replays até que houvesse um vencedor, mesmo que levasse vários jogos; actualmente, por questões de calendário, há no máximo duas partidas por confronto.
Tradicionalmente, a final da Copa da Inglaterra era disputada no antigo Estádio de Wembley. As eliminatórias eram disputadas em outros campos devido à preparação de Wembley para sediar a partida final. Entre 2001 e 2006, com a demolição do antigo estádio para a construção de um novo, os jogos da final ocorreram no Millennium Stadium, em Cardiff. A final voltou a ser disputada em Wembley em maio de 2007, já no novo Estádio de Wembley. Outros estádios a sediar as finais da Copa inglesa foram Kennington Oval (em 1872), Racecourse Ground (em 1886), Crystal Palace Park (1895 a 1914) e Stamford Bridge (1920 a 1922). A final de 1970 entre o Leeds United e o Chelsea foi disputada em Old Trafford, sendo esta a única ocasião em toda a história do antigo Estádio de Wembley na qual este não sediou a final.

## Lista de campeões
Legenda:{\displaystyle }
- (R) - Jogo desempate
- * - Prorrogação
- • - Disputa de pênaltis
- Negrito - "Dobradinha" (o clube conquistou também o Campeonato Inglês)
- Itálico - Clube que não participava da Primeira Divisão na ocasião

| Temporada   | Vencedor            | Placar | Vice                | Estádio                    | Público     |
| ----------- | ------------------- | ------ | ------------------- | -------------------------- | ----------- |
| 1871–72     | Wanderers           | 1–0    | Royal Engineers     | Kennington Oval            | 2,000       |
| 1872–73     | Wanderers           | 2–0    | Oxford University   | Lillie Bridge              | 3,000       |
| 1873–74     | Oxford University   | 2–0    | Royal Engineers     | Kennington Oval            | 2,000       |
| 1874–75     | Royal Engineers     | †1–1 * | Old Etonians        | Kennington Oval            | 2,000       |
| 1874–75 (R) | Royal Engineers     | 2–0    | Old Etonians        | Kennington Oval            | 3,000       |
| 1875–76     | Wanderers           | †1–1 * | Old Etonians        | Kennington Oval            | 3,500       |
| 1875–76 (R) | Wanderers           | 3–0    | Old Etonians        | Kennington Oval            | 1,500       |
| 1876–77     | Wanderers           | †2–1 * | Oxford University   | Kennington Oval            | 3,000       |
| 1877–78     | Wanderers           | 3–1    | Royal Engineers     | Kennington Oval            | 4,500       |
| 1878–79     | Old Etonians        | 1–0    | Clapham Rovers      | Kennington Oval            | 5,000       |
| 1879–80     | Clapham Rovers      | 1–0    | Oxford University   | Kennington Oval            | 6,000       |
| 1880–81     | Old Carthusians     | 3–0    | Old Etonians        | Kennington Oval            | 4,000       |
| 1881–82     | Old Etonians        | 1–0    | Blackburn           | Kennington Oval            | 6,500       |
| 1882–83     | Blackburn Olympic   | †2–1 * | Old Etonians        | Kennington Oval            | 8,000       |
| 1883–84     | Blackburn           | 2–1    | Queen's Park        | Kennington Oval            | 4,000       |
| 1884–85     | Blackburn           | 2–0    | Queen's Park        | Kennington Oval            | 12,500      |
| 1885–86     | Blackburn           | †0–0 * | West Bromwich       | Kennington Oval            | 15,000      |
| 1885–86 (R) | Blackburn           | 2–0    | West Bromwich       | Racecourse Ground          | 12,000      |
| 1886–87     | Aston Villa         | 2–0    | West Bromwich       | Kennington Oval            | 15,500      |
| 1887–88     | West Bromwich       | 2–1    | Preston             | Kennington Oval            | 19,000      |
| 1888–89     | Preston             | 3–0    | Wolverhampton       | Kennington Oval            | 22,000      |
| 1889–90     | Blackburn           | 6–1    | The Wednesday       | Kennington Oval            | 20,000      |
| 1890–91     | Blackburn           | 3–1    | Notts County        | Kennington Oval            | 23,000      |
| 1891–92     | West Bromwich       | 3–0    | Aston Villa         | Kennington Oval            | 32,810      |
| 1892–93     | Wolverhampton       | 1–0    | Everton             | Fallowfield Stadium        | 45,000      |
| 1893–94     | Notts County        | 4–1    | Bolton              | Goodison Park              | 37,000      |
| 1894–95     | Aston Villa         | 1–0    | West Bromwich       | Crystal Palace             | 42,560      |
| 1895–96     | The Wednesday       | 2–1    | Wolverhampton       | Crystal Palace             | 48,836      |
| 1896–97     | Aston Villa         | 3–2    | Everton             | Crystal Palace             | 65,891      |
| 1897–98     | Nottingham Forest   | 3–1    | Derby County        | Crystal Palace             | 62,017      |
| 1898–99     | Sheffield United    | 4–1    | Derby County        | Crystal Palace             | 73,833      |
| 1899–00     | Bury                | 4–0    | Southampton         | Crystal Palace             | 68,945      |
| 1900–01     | Tottenham           | †2–2 * | Sheffield United    | Crystal Palace             | 110,820     |
| 1900–01 (R) | Tottenham           | 3–1    | Sheffield United    | Burnden Park               | 20,470      |
| 1901–02     | Sheffield United    | †1–1 * | Southampton         | Crystal Palace             | 76,914      |
| 1901–02 (R) | Sheffield United    | 2–1    | Southampton         | Crystal Palace             | 33,068      |
| 1902–03     | Bury                | 6–0    | Derby County        | Crystal Palace             | 63,102      |
| 1903–04     | Manchester City     | 1–0    | Bolton              | Crystal Palace             | 61,374      |
| 1904–05     | Aston Villa         | 2–0    | Newcastle           | Crystal Palace             | 101,117     |
| 1905–06     | Everton             | 1–0    | Newcastle           | Crystal Palace             | 75,609      |
| 1906–07     | The Wednesday       | 2–1    | Everton             | Crystal Palace             | 84,594      |
| 1907–08     | Wolverhampton       | 3–1    | Newcastle           | Crystal Palace             | 74,697      |
| 1908–09     | Manchester United   | 1–0    | Bristol City        | Crystal Palace             | 71,401      |
| 1909–10     | Newcastle           | †1–1 * | Barnsley            | Crystal Palace             | 77,747      |
| 1909–10 (R) | Newcastle           | 2–0    | Barnsley            | Goodison Park              | 69,000      |
| 1910–11     | Bradford            | †0–0 * | Newcastle           | Crystal Palace             | 69,068      |
| 1910–11 (R) | Bradford            | 1–0    | Newcastle           | Old Trafford               | 58,000      |
| 1911–12     | Barnsley            | †0–0 * | West Bromwich       | Crystal Palace             | 54,556      |
| 1911–12 (R) | Barnsley            | 1–0    | West Bromwich       | Bramall Lane               | 38,555      |
| 1912–13     | Aston Villa         | 1–0    | Sunderland          | Crystal Palace             | 120,081     |
| 1913–14     | Burnley             | 1–0    | Liverpool           | Crystal Palace             | 72,778      |
| 1914–15     | Sheffield United    | 3–0    | Chelsea             | Old Trafford               | 49,557      |
| 1919–20     | Aston Villa         | †1–0 * | Huddersfield        | Stamford Bridge            | 50,018      |
| 1920–21     | Tottenham           | 1–0    | Wolverhampton       | Stamford Bridge            | 72,805      |
| 1921–22     | Huddersfield        | 1–0    | Preston             | Stamford Bridge            | 53,000      |
| 1922–23     | Bolton              | 2–0    | West Ham            | Wembley Stadium (original) | 126,047     |
| 1923–24     | Newcastle           | 2–0    | Aston Villa         | Wembley Stadium (original) | 91,695      |
| 1924–25     | Sheffield United    | 1–0    | Cardiff             | Wembley Stadium (original) | 91,763      |
| 1925–26     | Bolton              | 1–0    | Manchester City     | Wembley Stadium (original) | 91,447      |
| 1926–27     | Cardiff             | 1–0    | Arsenal             | Wembley Stadium (original) | 91,206      |
| 1927–28     | Blackburn           | 3–1    | Huddersfield        | Wembley Stadium (original) | 92,041      |
| 1928–29     | Bolton              | 2–0    | Portsmouth          | Wembley Stadium (original) | 92,576      |
| 1929–30     | Arsenal             | 2–0    | Huddersfield        | Wembley Stadium (original) | 92,488      |
| 1930–31     | West Bromwich       | 3–1    | Birmingham          | Wembley Stadium (original) | 92,406      |
| 1931–32     | Newcastle           | 2–1    | Arsenal             | Wembley Stadium (original) | 92,298      |
| 1932–33     | Everton             | 3–0    | Manchester City     | Wembley Stadium (original) | 92,950      |
| 1933–34     | Manchester City     | 2–1    | Portsmouth          | Wembley Stadium (original) | 93,258      |
| 1934–35     | Sheffield Wednesday | 4–2    | West Bromwich       | Wembley Stadium (original) | 93,204      |
| 1935–36     | Arsenal             | 1–0    | Sheffield United    | Wembley Stadium (original) | 93,384      |
| 1936–37     | Sunderland          | 3–1    | Preston             | Wembley Stadium (original) | 93,495      |
| 1937–38     | Preston             | †1–0 * | Huddersfield        | Wembley Stadium (original) | 93,497      |
| 1938–39     | Portsmouth          | 4–1    | Wolverhampton       | Wembley Stadium (original) | 99,370      |
| 1945–46     | Derby County        | †4–1 * | Charlton            | Wembley Stadium (original) | 98,000      |
| 1946–47     | Charlton            | †1–0 * | Burnley             | Wembley Stadium (original) | 99,000      |
| 1947–48     | Manchester United   | 4–2    | Blackpool           | Wembley Stadium (original) | 99,000      |
| 1948–49     | Wolverhampton       | 3–1    | Leicester           | Wembley Stadium (original) | 99,500      |
| 1949–50     | Arsenal             | 2–0    | Liverpool           | Wembley Stadium (original) | 100,000     |
| 1950–51     | Newcastle           | 2–0    | Blackpool           | Wembley Stadium (original) | 100,000     |
| 1951–52     | Newcastle           | 1–0    | Arsenal             | Wembley Stadium (original) | 100,000     |
| 1952–53     | Blackpool           | 4–3    | Bolton              | Wembley Stadium (original) | 100,000     |
| 1953–54     | West Bromwich       | 3–2    | Preston             | Wembley Stadium (original) | 100,000     |
| 1954–55     | Newcastle           | 3–1    | Manchester City     | Wembley Stadium (original) | 100,000     |
| 1955–56     | Manchester City     | 3–1    | Birmingham          | Wembley Stadium (original) | 100,000     |
| 1956–57     | Aston Villa         | 2–1    | Manchester United   | Wembley Stadium (original) | 100,000     |
| 1957–58     | Bolton              | 2–0    | Manchester United   | Wembley Stadium (original) | 100,000     |
| 1958–59     | Nottingham Forest   | 2–1    | Luton Town          | Wembley Stadium (original) | 100,000     |
| 1959–60     | Wolverhampton       | 3–0    | Blackburn           | Wembley Stadium (original) | 100,000     |
| 1960–61     | Tottenham           | 2–0    | Leicester           | Wembley Stadium (original) | 100,000     |
| 1961–62     | Tottenham           | 3–1    | Burnley             | Wembley Stadium (original) | 100,000     |
| 1962–63     | Manchester United   | 3–1    | Leicester           | Wembley Stadium (original) | 100,000     |
| 1963–64     | West Ham            | 3–2    | Preston             | Wembley Stadium (original) | 100,000     |
| 1964–65     | Liverpool           | †2–1 * | Leeds               | Wembley Stadium (original) | 100,000     |
| 1965–66     | Everton             | 3–2    | Sheffield Wednesday | Wembley Stadium (original) | 100,000     |
| 1966–67     | Tottenham           | 2–1    | Chelsea             | Wembley Stadium (original) | 100,000     |
| 1967–68     | West Bromwich       | †1–0 * | Everton             | Wembley Stadium (original) | 100,000     |
| 1968–69     | Manchester City     | 1–0    | Leicester           | Wembley Stadium (original) | 100,000     |
| 1969–70     | Chelsea             | †2–2 * | Leeds               | Wembley Stadium (original) | 100,000     |
| 1969–70 (R) | Chelsea             | †2–1 * | Leeds               | Old Trafford               | 62,078      |
| 1970–71     | Arsenal             | †2–1 * | Liverpool           | Wembley Stadium (original) | 100,000     |
| 1971–72     | Leeds               | 1–0    | Arsenal             | Wembley Stadium (original) | 100,000     |
| 1972–73     | Sunderland          | 1–0    | Leeds United        | Wembley Stadium (original) | 100,000     |
| 1973–74     | Liverpool           | 3–0    | Newcastle           | Wembley Stadium (original) | 100,000     |
| 1974–75     | West Ham            | 2–0    | Fulham              | Wembley Stadium (original) | 100,000     |
| 1975–76     | Southampton         | 1–0    | Manchester United   | Wembley Stadium (original) | 100,000     |
| 1976–77     | Manchester United   | 2–1    | Liverpool           | Wembley Stadium (original) | 100,000     |
| 1977–78     | Ipswich Town        | 1–0    | Arsenal             | Wembley Stadium (original) | 100,000     |
| 1978–79     | Arsenal             | 3–2    | Manchester United   | Wembley Stadium (original) | 100,000     |
| 1979–80     | West Ham            | 1–0    | Arsenal             | Wembley Stadium (original) | 100,000     |
| 1980–81     | Tottenham           | †1–1 * | Manchester City     | Wembley Stadium (original) | 100,000     |
| 1980–81 (R) | Tottenham           | 3–2    | Manchester City     | Wembley Stadium (original) | 92,000      |
| 1981–82     | Tottenham           | †1–1 * | Queens Park Rangers | Wembley Stadium (original) | 100,000     |
| 1981–82 (R) | Tottenham           | 1–0    | Queens Park Rangers | Wembley Stadium (original) | 90,000      |
| 1982–83     | Manchester United   | †2–2 * | Brighton            | Wembley Stadium (original) | 100,000     |
| 1982–83 (R) | Manchester United   | 4–0    | Brighton            | Wembley Stadium (original) | 100,000     |
| 1983–84     | Everton             | 2–0    | Watford             | Wembley Stadium (original) | 100,000     |
| 1984–85     | Manchester United   | †1–0 * | Everton             | Wembley Stadium (original) | 100,000     |
| 1985–86     | Liverpool           | 3–1    | Everton             | Wembley Stadium (original) | 98,000      |
| 1986–87     | Coventry City       | †3–2 * | Tottenham           | Wembley Stadium (original) | 98,000      |
| 1987–88     | Wimbledon           | 1–0    | Liverpool           | Wembley Stadium (original) | 98,203      |
| 1988–89     | Liverpool           | †3–2 * | Everton             | Wembley Stadium (original) | 82,500      |
| 1989–90     | Manchester United   | †3–3 * | Crystal Palace      | Wembley Stadium (original) | 80,000      |
| 1989–90 (R) | Manchester United   | 1–0    | Crystal Palace      | Wembley Stadium (original) | 80,000      |
| 1990–91     | Tottenham           | †2–1 * | Nottingham Forest   | Wembley Stadium (original) | 80,000      |
| 1991–92     | Liverpool           | 2–0    | Sunderland          | Wembley Stadium (original) | 80,000      |
| 1992–93     | Arsenal             | †1–1 * | Sheffield Wednesday | Wembley Stadium (original) | 79,347      |
| 1992–93 (R) | Arsenal             | 2–1    | Sheffield Wednesday | Wembley Stadium (original) | 62,267      |
| 1993–94     | Manchester United   | 4–0    | Chelsea             | Wembley Stadium (original) | 79,634      |
| 1994–95     | Everton             | 1–0    | Manchester United   | Wembley Stadium (original) | 79,592      |
| 1995–96     | Manchester United   | 1–0    | Liverpool           | Wembley Stadium (original) | 79,007      |
| 1996–97     | Chelsea             | 2–0    | Middlesbrough       | Wembley Stadium (original) | 79,160      |
| 1997–98     | Arsenal             | 2–0    | Newcastle           | Wembley Stadium (original) | 79,183      |
| 1998–99     | Manchester United   | 2–0    | Newcastle           | Wembley Stadium (original) | 79,101      |
| 1999–00     | Chelsea             | 1–0    | Aston Villa         | Wembley Stadium (original) | 78,217      |
| 2000–01     | Liverpool           | 2–1    | Arsenal             | Millennium Stadium         | 72,500      |
| 2001–02     | Arsenal             | 2–0    | Chelsea             | Millennium Stadium         | 73,963      |
| 2002–03     | Arsenal             | 1–0    | Southampton         | Millennium Stadium         | 73,726      |
| 2003–04     | Manchester United   | 3–0    | Millwall            | Millennium Stadium         | 71,350      |
| 2004–05     | Arsenal             | †0–0 • | Manchester United   | Millennium Stadium         | 71,876      |
| 2005–06     | Liverpool           | †3–3 • | West Ham            | Millennium Stadium         | 71,140      |
| 2006–07     | Chelsea             | †1–0 * | Manchester United   | Wembley Stadium (novo)     | 89,826      |
| 2007–08     | Portsmouth          | 1–0    | Cardiff             | Wembley Stadium (novo)     | 89,874      |
| 2008–09     | Chelsea             | 2–1    | Everton             | Wembley Stadium (novo)     | 89,391      |
| 2009–10     | Chelsea             | 1–0    | Portsmouth          | Wembley Stadium (novo)     | 88,335      |
| 2010–11     | Manchester City     | 1–0    | Stoke City          | Wembley Stadium (novo)     | 88,643      |
| 2011–12     | Chelsea             | 2–1    | Liverpool           | Wembley Stadium (novo)     | 89,102      |
| 2012–13     | Wigan               | 1–0    | Manchester City     | Wembley Stadium (novo)     | 86,254      |
| 2013-14     | Arsenal             | †3–2 * | Hull City           | Wembley Stadium (novo)     | 89,345      |
| 2014-15     | Arsenal             | 4–0    | Aston Villa         | Wembley Stadium (novo)     | 89,283      |
| 2015-16     | Manchester United   | †2–1 * | Crystal Palace      | Wembley Stadium (novo)     | 88,169      |
| 2016-17     | Arsenal             | 2–1    | Chelsea             | Wembley Stadium (novo)     | 89,472      |
| 2017-18     | Chelsea             | 1–0    | Manchester United   | Wembley Stadium (novo)     | 87,647      |
| 2018-19     | Manchester City     | 6–0    | Watford             | Wembley Stadium (novo)     | 85,854      |
| 2019-20     | Arsenal             | 2–1    | Chelsea             | Wembley Stadium (novo)     | sem público |
| 2020-21     | Leicester City      | 1–0    | Chelsea             | Wembley Stadium (novo)     | 21,000      |
| 2021-22     | Liverpool           | †0–0 • | Chelsea             | Wembley Stadium (novo)     | 84,897      |
| 2022-23     | Manchester City     | 2–1    | Manchester United   | Wembley Stadium (novo)     | 83,179      |
| 2023-24     | Manchester United   | 2–1    | Manchester City     | Wembley Stadium (novo)     | 84,814      |
| 2024-25     | Crystal Palace      | 1–0    | Manchester City     | Wembley Stadium (novo)     | 84,163      |

1. ↑  O público oficial da final de 1923 foi anunciado como 126.047, mas acredita-se que tenha girado em torno de 150 a 300 mil, quando incluídos aqueles que não teriam conseguido entrar no Estádio de Wembley.[8][9]
2. ↑  Com o título do Manchester City, pela primeira vez um clube inglês conquista a tríplice coroa vencendo as três competições nacionais, nas quais são a Premier League, Copa da Inglaterra e Copa da Liga Inglesa.

## Títulos por clube
Em caso de número de títulos de campeão iguais, prevalece o número de títulos de vice, e após isso, a antiguidade do primeiro título de campeão. 
| Clube                  | Copas | Vices | Edições                                                                             |
| ---------------------- | ----- | ----- | ----------------------------------------------------------------------------------- |
| Arsenal                | 14    | 7     | 1930, 1936, 1950, 1971, 1979, 1993, 1998, 2002, 2003, 2005, 2014, 2015, 2017 e 2020 |
| Manchester United      | 13    | 8     | 1909, 1948, 1963, 1977, 1983, 1985, 1990, 1994, 1996, 1999, 2004, 2016 e 2024       |
| Chelsea                | 8     | 8     | 1970, 1997, 2000, 2007, 2009, 2010, 2012 e 2018                                     |
| Liverpool              | 8     | 7     | 1965, 1974, 1986, 1989, 1992, 2001, 2006 e 2022                                     |
| Tottenham              | 8     | 1     | 1901, 1921, 1961, 1962, 1967, 1981, 1982 e 1991                                     |
| Manchester City        | 7     | 7     | 1904, 1934, 1956, 1969, 2011, 2019 e 2023                                           |
| Aston Villa            | 7     | 4     | 1887, 1895, 1897, 1905, 1913, 1920 e 1957                                           |
| Newcastle              | 6     | 7     | 1910, 1924, 1932, 1951, 1952 e 1955                                                 |
| Blackburn              | 6     | 2     | 1884, 1885, 1886, 1890, 1891 e 1928                                                 |
| Everton                | 5     | 8     | 1906, 1933, 1966, 1984 e 1995                                                       |
| West Bromwich          | 5     | 5     | 1888, 1892, 1931, 1954 e 1968                                                       |
| Wanderers              | 5     | 0     | 1872, 1873, 1876, 1877 e 1878                                                       |
| Wolverhampton          | 4     | 4     | 1893, 1908, 1949 e 1960                                                             |
| Bolton                 | 4     | 3     | 1923, 1926, 1929 e 1958                                                             |
| Sheffield United       | 4     | 2     | 1899, 1902, 1915 e 1925                                                             |
| Sheffield Wednesday    | 3     | 3     | 1896, 1907 e 1935                                                                   |
| West Ham               | 3     | 2     | 1964, 1975 e 1980                                                                   |
| Preston North End      | 2     | 5     | 1889 e 1938                                                                         |
| Old Etonians           | 2     | 4     | 1879 e 1882                                                                         |
| Portsmouth             | 2     | 3     | 1939 e 2008                                                                         |
| Sunderland             | 2     | 2     | 1937 e 1973                                                                         |
| Nottingham Forest      | 2     | 1     | 1898 e 1959                                                                         |
| Bury                   | 2     | 0     | 1900 e 1903                                                                         |
| Huddersfield           | 1     | 4     | 1922                                                                                |
| Leicester City         | 1     | 4     | 2021                                                                                |
| Oxford University      | 1     | 3     | 1874                                                                                |
| Royal Engineers        | 1     | 3     | 1875                                                                                |
| Derby County           | 1     | 3     | 1946                                                                                |
| Leeds                  | 1     | 3     | 1972                                                                                |
| Southampton            | 1     | 3     | 1976                                                                                |
| Burnley                | 1     | 2     | 1914                                                                                |
| Cardiff City           | 1     | 2     | 1927                                                                                |
| Blackpool              | 1     | 2     | 1953                                                                                |
| Crystal Palace         | 1     | 2     | 2025                                                                                |
| Clapham Rovers         | 1     | 1     | 1880                                                                                |
| Notts County           | 1     | 1     | 1894                                                                                |
| Barnsley               | 1     | 1     | 1912                                                                                |
| Charlton Athletic      | 1     | 1     | 1947                                                                                |
| Old Carthusians        | 1     | 0     | 1881                                                                                |
| Blackburn Olympic      | 1     | 0     | 1883                                                                                |
| Bradford               | 1     | 0     | 1911                                                                                |
| Ipswich Town           | 1     | 0     | 1978                                                                                |
| Coventry City          | 1     | 0     | 1987                                                                                |
| Wimbledon              | 1     | 0     | 1988                                                                                |
| Wigan                  | 1     | 0     | 2013                                                                                |
| Birmingham             | 0     | 2     | -                                                                                   |
| Queen's Park           | 0     | 2     | -                                                                                   |
| Watford                | 0     | 2     | -                                                                                   |
| Brighton & Hove Albion | 0     | 1     | -                                                                                   |
| Bristol City           | 0     | 1     | -                                                                                   |
| Fulham                 | 0     | 1     | -                                                                                   |
| Hull City              | 0     | 1     | -                                                                                   |
| Luton Town             | 0     | 1     | -                                                                                   |
| Middlesbrough          | 0     | 1     | -                                                                                   |
| Millwall               | 0     | 1     | -                                                                                   |
| Queens Park Rangers    | 0     | 1     | -                                                                                   |
| Stoke City             | 0     | 1     | -                                                                                   |